# Хофсйёкюдль
Хофсйёкюдль или Хофсйёкудль (исл. Hofsjökull) — третий по площади ледник в Исландии (после Ватнайёкюдля и Лаунгйёкюдля), а также крупнейший активный вулкан на острове.
Располагается в центральной части острова, в западной части Исландского плато и к северо-востоку от горного хребта Кёдлингарфьёдль. Имеет площадь 923 км² и объём 208 км³. Высшая точка ледника располагается на 1765 м над уровнем моря.
Ледниковый купол правильной овальной формы (диаметр почти 40 км), перекрывает вулкан щитового типа. Вулкан расположен на стыке рифтовых зон Исландии, имеет кальдеру размером примерно 7 x 11 км под западной частью ледника, также имеется ряд других вулканических выходов. Фумарольная активность, сконцентрированная в средней части комплекса — наиболее сильная на острове.
От ледника берут начало реки Тьоурсау (самая длинная река Исландии), Бландау, и Хвитау (приток реки Эльвюсау).